# Abschnittsbefestigung Hutsteine
Die Abschnittsbefestigung Hutsteine ist eine Vor- und frühgeschichtliche Abschnittsbefestigung auf 424 m ü. NHN ca. 4000 m nördlich der Pfarrkirche St. Bonifatius in der Gemeinde Böhmfeld im Landkreis Eichstätt von Bayern
Die Abschnittsbefestigung wird als Bodendenkmal unter der Aktennummer D-1-7134-0275 als „Abschnittsbefestigung vor- und frühgeschichtlicher Zeitstellung“ geführt. Die in einem Waldgebiet liegende in etwa dreieckige Anlage ragt auf einem Bergsporn nach Südosten vor. Sie erstreckt sich 300 m in südöstlicher Richtung, die gewölbte Basis des Dreiecks ist 130 m lang. Von der Anlage hat sich ein 18 m langer Abschnittswall erhalten.
In 250 m südöstlicher Entfernung von der Abschnittsbefestigung liegt die Karsthöhle Hohler Stein. Ca. 2300 m in südöstlicher Richtung liegen drei Viereckschanzen der jüngeren Latènezeit, die unter den Aktennummern D-1-7134-0277, D-1-7134-0278 und D-1-7134-0277 als „Viereckschanzen der jüngeren Latènezeit“ geführt werden.